# General Carneiro (Paraná)
General Carneiro é um município brasileiro localizado no extremo sul do estado do Paraná.  De acordo com o censo realizado pelo IBGE em 2022, sua população é de 11.062 habitantes.

## Geografia

### Clima
Estando num relevo de vale, propício a acumulação de ar frio, General Carneiro é um dos municípios mais frios do Paraná, e desde 30 de abril 2008, quando foi instalada a estação meteorológica do INMET, vem registrando as menores temperaturas desse estado. O clima é temperado subtropical tipo Cfb, segundo a classificação climática de Köppen-Geiger.
Tem uma precipitação no trimestre mais chuvoso de aproximadamente 173.9 mm e no período em que há menos chuva de 102.7 mm trimestral. A média anual pode chegar a 1.700 mm.
Segundo o Instituto Nacional de Meteorologia (INMET), a menor temperatura registrada em General Carneiro foi de −7,9 °C em 20 de julho de 2021, e a maior atingiu 35,1 °C em 2 de outubro de 2020, durante uma forte onda de calor.
| Dados climatológicos para General Carneiro                                                        | Dados climatológicos para General Carneiro | Dados climatológicos para General Carneiro | Dados climatológicos para General Carneiro | Dados climatológicos para General Carneiro | Dados climatológicos para General Carneiro | Dados climatológicos para General Carneiro | Dados climatológicos para General Carneiro | Dados climatológicos para General Carneiro | Dados climatológicos para General Carneiro | Dados climatológicos para General Carneiro | Dados climatológicos para General Carneiro | Dados climatológicos para General Carneiro | Dados climatológicos para General Carneiro |
| Mês                                                                                               | Jan                                        | Fev                                        | Mar                                        | Abr                                        | Mai                                        | Jun                                        | Jul                                        | Ago                                        | Set                                        | Out                                        | Nov                                        | Dez                                        | Ano                                        |
| ------------------------------------------------------------------------------------------------- | ------------------------------------------ | ------------------------------------------ | ------------------------------------------ | ------------------------------------------ | ------------------------------------------ | ------------------------------------------ | ------------------------------------------ | ------------------------------------------ | ------------------------------------------ | ------------------------------------------ | ------------------------------------------ | ------------------------------------------ | ------------------------------------------ |
| Temperatura máxima recorde (°C)                                                                   | 33,4                                       | 34,9                                       | 32,6                                       | 32,5                                       | 29,9                                       | 26,9                                       | 28,4                                       | 31,4                                       | 33,5                                       | 35,1                                       | 33,7                                       | 33,8                                       | 35,1                                       |
| Temperatura máxima média (°C)                                                                     | 27,7                                       | 27,7                                       | 26,5                                       | 23,8                                       | 20,5                                       | 19,1                                       | 19,7                                       | 21,7                                       | 21,8                                       | 23,8                                       | 24,6                                       | 26,7                                       | 23,7                                       |
| Temperatura média compensada (°C)                                                                 | 20,2                                       | 20,2                                       | 19                                         | 15,8                                       | 13,2                                       | 11,7                                       | 11,1                                       | 12,9                                       | 14,9                                       | 15,9                                       | 17,8                                       | 19                                         | 15,9                                       |
| Temperatura mínima média (°C)                                                                     | 15,6                                       | 15,6                                       | 14,1                                       | 11,1                                       | 8,4                                        | 6,8                                        | 5,1                                        | 7                                          | 8,8                                        | 11,7                                       | 13                                         | 14                                         | 10,9                                       |
| Temperatura mínima recorde (°C)                                                                   | 7,9                                        | 5,6                                        | 3,4                                        | −1,7                                       | −3,3                                       | −7,1                                       | −7,9                                       | −5,7                                       | −1,9                                       | 0,4                                        | 2                                          | 3,4                                        | −7,9                                       |
| Fontes: Instituto Nacional de Meteorologia (INMET) (recordes de temperatura: 30/04/2008-presente) |                                            |                                            |                                            |                                            |                                            |                                            |                                            |                                            |                                            |                                            |                                            |                                            |                                            |

## Ligações]] externas
- Commons